# Mazanoma
Mazanoma is een geslacht van wantsen uit de familie van de Acanthosomatidae (Kielwantsen). Het geslacht werd voor het eerst wetenschappelijk beschreven door Rolston & Kumar in 1975.

## Soorten
Het genus bevat de volgende soorten:

- Mazanoma atlantica Carpintero & De Magistris, 2022
- Mazanoma variada Rolston & Kumar, 1974